# Акуль-Мо'-Наб II
Акуль-Мо'-Наб II (5 вересня 523 — 23 липня 570) — ахав Баакульського царства у 565—570 роках. Ім'я перекладається як «Черепаха-Озерний Ара».

## Життєпис
Походив з династії Токтан-Лакамхи. Син ахава К'ан-Хой-Читама I. Народився в день 9.4.9.0.4, 7 К'ан 17 Моль (5 вересня 523 року). Посів трон після смерті батька у 565 році. Церемонія інтронізації відбулася в день 9.6.11.5.1, 1 Іміш 4 Сіп (4 травня 565 року).
Став володарювати у віці. Можливо був вже хворою людиною. Тому приділяв більше уваги церемоніям та внутрішнім справам. Він встиг відсвяткувати закінчення 30-річчя в день 9.6.13.0.0, 9 Ахав 18 Муваан (13 січня 567 року). Помер в день 9.6.16.10.7, 9 Манік' 5 Яшк'ін (23 липня 570 року).